# Вілфред Оуен
Вілфред Едвард Солтер Оуен (англ. Wilfred Edward Salter Owen; 18 березня 1893 — 4 листопада 1918) — англійський поет і солдат. Нагороджений Воєнним Хрестом. Один з провідних поетів Першої світової війни. На його військову поезію жахів окопів і газової зброї сильно вплинув наставник — Зіґфрід Сассун, який стояв у різкому протиріччі із суспільним сприйняттям війни в ті часи та впевнено патріотичними віршами, написаними попередніми воєнними поетами, такими як Руперт Брук. Він виступить редактором посмертної збірки поета. Серед найвідоміших творів Оуена, більшість з яких були опубліковані посмертно — «Dulce et Decorum est», «Нечутливість», «Марність», «Весняний наступ», «Дивна зустріч» та «Гімн приреченій молоді».

## Ранні роки
Вілфред Оуен народився 18 березня 1893 року у Плас Вілмот, в будинку на Вестон Лейн, поблиз міста Озвестрі в Шропширі старшим із чотирьох дітей Томаса та (Харріет) Сьюзен Оуен (уроджена Шоу). На момент народження Вільфреда його батьки жили в комфортабельному будинку, який належав його діду, Едварду Шоу.
Своє поетичне покликання Оуен відкрив приблизно в 1904 році під час вакації, проведеної в Чеширі. Він виховувався як Англіканін євангелістського типу, і в юності був побожним віруючим, частково через міцні стосунки з матір'ю, що тривали протягом усього його життя. Його ранні впливи включали Біблію та «велику шістку» романтичної поезії, зокрема Джона Кітса.
Останні два роки формальної освіти Оуена бачили вчителем-практикантом у школі Віль Коп в Шрусбері. У 1911 році він склав іспит в Лондонський Університет, але не з відзнакою першого класу, необхідною для отримання стипендії, що за обставин його сім'ї було єдиним способом, в який він міг би навчатися. За безкоштовне проживання і певне навчання задля вступного іспиту Оуен працював помічником вікарія Денсдена неподалік Редінга, де мешкав у вікаріаті з вересня 1911 по лютий 1913 року. В цей час він відвідував заняття в Університетському Коледжі Редінга (нині Університет Редінга), з ботаніки, а пізніше, на вимогу завідувача кафедри англійської мови брав безкоштовні уроки давньоанглійської. Цей час, проведений у парафії Денсден, призвів до розчарування в Церкві, як в церемонії, так і в тому, що вона не надає допомоги тим, хто її потребує.
З 1913 року працював приватним репетитором, викладаючи англійську та французьку в Мовній Школі Берлиця у Бордо, Франція, а згодом сімейним. Там він познайомився зі старшим віком французьким сатиричним поетом, полемістом-анархістом, есеїстом і перекладачем Лореном Тейлхейдом, з яким згодом листувався французькою. Коли почалась війна, Оуен не поспішав до призова — і навіть розглядав французьку армію — але, врешті решт, повернувся до Англії.

## Військова служба
21 жовтня 1915 року Оуен був зарахований до Навчального Корпусу Офіцерів Митецьких Стрільців. Наступні сім місяців проходив стажування в таборі Харе Холл в Ессексі. 4 червня 1916 року був призначений на посаду молодшого лейтенанта (умовно) Манчестерського полку.
Спочатку Оуен сприймав військо з презирством, а в листі до матері описував свою компанію як «невиразних бовдурів». Однак його образна суть була кардинально змінена низкою травматичних переживань. Він трапив у снарядну вирву і зазнав контузії; був підірваний мінометом і провів кілька діб без свідомості на парапеті, лежачи серед останків одного зі своїх офіцерів. Невздовж потому Оуену поставили діагноз «страждає на неврастенію або гарматний шок» та відправили на лікування в Крейглокхартський Військовий Шпиталь в Единбурзі. Саме під час відновлення у Крейглхарті він і зустрів поета Зігфріда Сассуна, який змінив його життя. Перебуваючи в шпиталі, він набув друзів в мистецьких та літературних колах Единбургу, а також викладав у середній школі Тайнескаль, в бідній частині міста.
В липні 1918-го Оуен повернувся до оперативної служби у Франції, хоча мав залишатися на тиловій службі безстроково. Його рішення повернутися, ймовірно, було наслідком того, що Сассун повернувся до Англії, після того, як він був поранений в голову у раптовому випадку «дружнього вогню», та був відправлений на лікарняний до кінця війни. Оуен вбачав своїм обов'язком додати свій голос до голосу Сассуна, щодо висвітлення жахливих реалій війни. Сассун був жорстко проти ідеї повернення Оуена в окопи, погрожуючи «поранити [його] в ногу», якщо той спробує. Усвідомлюючи це відношення, Оуен не повідомляв його про свій вчинок, доки знову не опинився у Франції.
В самому кінці серпня 1918 року Оуен повернувся на лінію фронту — можливо, наслідуючи приклад Сассуна. 1 жовтня 1918 року Оуен очолив підрозділ Другого Манчестерського при штурмі низки ворожих укріплень поблизу села Жонкур. За мужність і лідерство в операції «Жонкур» йому було присвоєно Воєнний Хрест, нагороду, якої він завжди прагнув, аби виправдати себе як поет війни, але нагорода не була передана до 15 лютого 1919-го.

## Загибель
Оуен загинув в бою 4 листопада 1918 року під час перетину Каналу Самбр — Уаза, рівно за тиждень (майже до години) до підписання перемир'я, яке закінчило війну, а наступного дня після смерті був зведений у чин лейтенанта. Мати отримала телеграму з повідомленням про смерть у день перемир'я, коли церковні дзвони в Шрусбері проголошували свято. Оуен похований на Орському Громадському Кладовищі, Ор, на півночі Франції. Напис на його могильному пам'ятнику, обраний його матір'ю Сьюзен, являє собою цитату з його поезії: «ЧИ ВІДНОВИТЬ ЖИТТЯ ТІЛА ЦІ? З ІСТИНИ ВІН ВСЮ СКАСУЄ СМЕРТЬ» В. О. …

## Особисте життя
Хоча існували припущення, що Оуен сподівався одружитися з Альбертіною Дотьє, яка на той час мешкала в Мілнатхорті, Шотландія, якби пережив війну, Роберт Ґрейвс та Сачеверелл Сітвелл, які обидва його знали, вважали, що Оуен був гомосексуалом, і що гомоеротизм був центральним елементом у більшій частині його поезії. Через Зігфріда Сассуна Оуен познайомився з витонченим гомосексуальним літературним колом, до якого входили друг Оскара Вайлда Роберт Росс, письменник і поет Осберт Сітвелл та шотландський письменник Скотт Монкріфф, перекладач Марселя Пруста. Стверджується, що цей контакт розширив світогляд Оуена та збільшив його впевненість у включенні гомоеротичних елементів до своєї творчості. Історики сперечаються, чи мав Оуен роман зі Скоттом Монкріффом у травні 1918 року; останній присвятив різні твори «Mr W.O.», але Оуен так і не відповів.
Протягом усього життя Оуена та протягом десятиліть після нього гомосексуальна активність між чоловіками була карним злочином у Сполученому Королівстві, а історія про сексуальний розвиток Оуена була затьмарена, оскільки його брат Гарольд, після смерті їхньої матері, видалив ті уривки з листів та щоденників Оуена, які він вважав дискредитуючими. Ендрю Моушн писав про стосунки Оуена з Сассуном: «З одного боку, багатство Сассуна, його заможні зв'язки та аристократичні манери подобалися снобу в Оуені: з іншого боку, гомосексуальність Сассуна дозволила Оуену мати стиль життя та мислення, який він вважав природно симпатичним». Сассун, за його власними словами, на той час не мав одностатевих сексуальних стосунків, почав свій перший роман одразу після закінчення війни, у листопаді 1918 року.
Важливим поворотним моментом у дослідженні Оуена стався 1987 року, коли газета «New Statesman» опублікувала полемічну статтю «Нерозказана правда» Джонатана Катбілла, літературного виконавця творів Едварда Карпентера, в якій критикувалося академічне придушення Оуена як поета гомосексуального досвіду. Серед тверджень у статті було те, що вірш «Сходи Шедвелла», який раніше вважався загадковим, був прямою елегією про гомосексуальні домагання в районі лондонських доків, колись відомому цим. У червні 2022 року вірш був включений до антології «100 квірних віршів».

## В популярній культурі
У 2015 році британський інді-рок-гурт The Libertines випустив альбом Anthems For Doomed Youth; трек з нього «Гімн приреченій молоді», названий так на честь поезії Оуена.